# Idalima metasticta
Idalima metasticta är en fjärilsart som beskrevs av George Francis Hampson 1910. Idalima metasticta ingår i släktet Idalima och familjen nattflyn. Inga underarter finns listade i Catalogue of Life.